# Dow (Volk)
Die Dow sind ein indigenes Volk im Amazonasbecken im Nordwesten Brasiliens, das zur Ethnie der Maku gehört. Sie leben auf der rechten Seite des Rio Negro in einem Gebiet, das gemeinhin als Alto Rio Negro bekannt ist. In diesem Gebiet leben indigene Völker aus drei großen Sprachfamilien zusammen: die Maku, zu denen auch die Dow gehören,  arawakische und Tukano-Stämme.
Das Wort Dow ist die Eigenbezeichnung und bedeutet Menschen. In der Literatur und in ihrem Lebensraum werden sie oft als Kamã bezeichnet, was aber eine herabsetzende Bedeutung hat.
In den 1980er Jahren waren die Dow kurz vor ihrer Auslöschung wegen eines Ungleichgewichts in der Anzahl von Männern und Frauen. Es gab nur noch wenige Frauen und viele von ihnen waren alt und unfähig Kinder zu gebären. 1984 gab es nur noch 56 Dow. Seitdem hat sich die Situation deutlich gebessert und die Dow sind trotz ihrer geringen Bevölkerungszahl nicht mehr von der Auslöschung bedroht. Neben ihrer eigenen Sprache, die von allen Dow als ihre Muttersprache gesprochen wird, können auch viele nheengatu und portugiesisch sprechen.
Heute haben die Dow permanent Kontakt zu nichtindigenen Leuten, meistens in der nahegelegenen Stadt São Gabriel da Cachoeira. Sie sind Opfer des Alkoholismus geworden und leiden infolge des Rückgangs der Waldgebiete in der Umgebung von São Gabriel unter konstanter Unterernährung. Sie sind leichte Opfer amazonischer Händler in Booten, welche die einheimische Produktion von Lianen, Latex, Hanffasern usw. mit Gütern bezahlen. Die Händler halten sie in ewiger Schuld und geben ihnen Schnaps, um so ihre Beherrschung und Ausbeutung zu garantieren.